# 石川県小学校の廃校一覧
石川県小学校の廃校一覧（いしかわけんしょうがっこうのはいこういちらん）は、石川県内の廃校となった小学校の一覧。対象となるのは、学制改革（1947年）以降に廃校となった小学校、および分校である。なお、校名は廃校当時のもの。廃校時に小学校が所在していた自治体がその後、合併により消滅している場合は、現行の自治体に含める。また休校中の県内の小学校（分校）は公式には存続していることとなっているが、現在休校中の小学校は事実上廃校となっている場合が多いため、便宜上本項に記載する。
（）内は、廃校になった年（もしくは、休校の措置が取られた年）、統合先の小学校である。

## 金沢市
- 金沢市立松寺小学校（1952年金沢市立諸江町小学校へ統合）[1]
- 金沢市立犀川小学校見定分校（1956年12月閉校）[2]
- 金沢市立石引町小学校（1958年新設の金沢市立小立野小学校へ統合）[3]
- 金沢市立石引町小学校東分校（同上）[3]
- 金沢市立崎浦小学校（同上）[3]
- 金沢市立金石町小学校北分校（1958年閉校）[4]
- 金沢市立北袋小学校（1958年5月金沢市立湯涌小学校へ統合）[4]
- 金沢市立東町小学校（同上）[4]
- 金沢市立湯涌小学校七曲分校（同上）[4]
- 金沢市立湯涌小学校西分校（1959年1月8日閉校）[4]
- 金沢市立石引町小学校（1959年閉校）[4]
- 金沢市立石引町小学校東分校（同上）[4]
- 金沢市立崎浦小学校（同上）[4]
- 金沢市立十一屋町小学校泉野分校（同上）[4]
- 金沢市立浅野町小学校田中分校（1960年8月25日閉校）[5]
- 金沢市立小立野小学校石引分校（1961年閉校）[3]
- 金沢市立二塚小学校（1962年旧安原小と統合し安原二塚小〈現：金沢市立緑小学校〉へ）[6]
- 金沢市立安原小学校〈旧〉（1962年二塚小と統合し安原二塚小となるも、1984年再独立）[6]
- 金沢市立犀川小学校二又分校（1963年11月30日閉校）[7]
- 金沢市立田上小学校鈴見分校（1965年閉校）[8]
- 金沢市立内川小学校堂分校（1970年閉校）[9]
- 金沢市立森下小学校（1971年新設の金沢市立森本小学校へ統合）[10]
- 金沢市立才田小学校（同上）[10]
- 金沢市立八田小学校（同上）[10]
- 金沢市立大場小学校（同上）[10]
- 金沢市立湯涌小学校栃尾分校（1971年閉校）[5]
- 金沢市立内川小学校菊水分校（1973年閉校）[9]
- 金沢市立湯涌小学校横谷分校（1976年休校、1980年閉校）[5]
- 金沢市立湯涌小学校菱池分校（1978年休校、1980年閉校）[5]
- 金沢市立湯涌小学校畠尾冬期分校（1980年1月1日閉校）[5]
- 金沢市立福畠小学校（1980年金沢市立不動寺小学校へ統合）[11]
- 金沢市立湯涌小学校河内分校（1963年冬季分校となり、1982年閉校）[5]
- 金沢市立犀川小学校国見分校（1972年休校、1982年1月閉校）[2]
- 金沢市立犀川小学校樫見分校（1972年休校、1982年1月閉校）[2]
- 金沢市立犀川小学校大平沢分校（1979年9月休校、1982年閉校）[2]
- 金沢市立医王山小学校荒山分校（1982年1月1日閉校）[12]
- 金沢市立十一屋小学校平栗分校（1982年閉校）[13]
- 金沢市立富樫小学校坪野分校（1982年閉校）[注釈 1]
- 金沢市立浅丘小学校（1986年閉校）[14]
- 金沢市立長町小学校（1989年新設の金沢市立中央小学校へ統合）[15]
- 金沢市立松ヶ枝町小学校（同上）[15]
- 金沢市立長土塀小学校（同上）[15]
- 金沢市立芳斎町小学校（同上）[15]
- 金沢市立犀川小学校鴛原分校（1988年閉校）[2]
- 金沢市立三谷小学校〈旧〉（1991年新設の三谷小へ統合）[16]
- 金沢市立牧山小学校（同上）[16]
- 金沢市立竹又小学校（同上）[16]
- 金沢市立土子原小学校（同上）[16]
- 金沢市立瓢箪町小学校（1995年新設の金沢市立明成小学校へ統合）[17]
- 金沢市立此花町小学校（同上）[17]
- 金沢市立駒帰小学校（1998年金沢市立犀川小学校へ統合）[18]
- 金沢市立上平小学校（2002年朝日小へ統合）[19]
- 金沢市立野町小学校（2014年新設の金沢市立泉小学校へ統合）[20]
- 金沢市立弥生小学校（同上）[20]
- 金沢市立俵小学校（2014年金沢市立田上小学校へ統合）[21]
- 金沢市立朝日小学校（2015年不動寺小へ統合）[11]
- 金沢市立味噌蔵町小学校（2016年新設の金沢市立兼六小学校へ統合）[22]
- 金沢市立材木町小学校（同上）[22]
- 金沢市立新竪町小学校（2019年新設の金沢市立犀桜小学校へ統合）[23]
- 金沢市立菊川町小学校（同上）[23]
- 金沢市立東浅川小学校（2019年犀川小へ統合）[24]
- 金沢市立馬場小学校（2024年明成小へ統合）[25]
- 金沢市立三谷小学校（2025年不動寺小へ統合）[26]

## 七尾市
- 七尾市立万行小学校（1954年統合により七尾市立東湊小学校万行分校へ移行、1955年5月閉校）[27]
- 七尾市立大田小学校（1954年統合により東湊小大田分校へ移行、1955年5月閉校）[27]
- 七尾市立殿小学校（1954年統合により東湊小殿分校へ移行、1967年閉校）[27]
- 七尾市立御祓小学校（1962年袖江小の一部と統合し七尾市立小丸山小学校へ）[28]
- 七尾市立西湊小学校（1968年小丸山小へ統合され西湊教場となり、1971年閉校）[28]
- 七尾市立佐々波小学校菅沢冬期分校（1969年閉校）[29]
- 七尾市立小丸山小学校御祓教場（1971年閉校）[28]
- 七尾市立城南小学校（1972年新設七尾市立有磯小学校へ統合）[30]
- 七尾市立南星小学校（同上）[30]
- 七尾市立佐々波小学校（同上）[30]
- 七尾市立庵小学校（同上）[30]
- 七尾市立清水平小学校（同上）[30]
- 七尾市立三室小学校（1978年新設の七尾市立北星小学校へ統合）[31]
- 七尾市立上湯川小学校（同上）[31]
- 七尾市立鵜浦小学校（同上）[31]
- 七尾市立江泊小学校（同上）[31]
- 七尾市立徳田小学校多根分校（1980年1月閉校）[32]
- 七尾市立北星小学校（2015年東湊小へ統合）[33]
- 七尾市立高階小学校（2018年新設の七尾市立朝日小学校へ統合）[34]
- 七尾市立徳田小学校（同上）[34]
- 七尾市立有磯小学校（2018年東湊小へ統合）[34]

田鶴浜町（2004年廃止）
- 田鶴浜町立田鶴浜小学校〈旧〉（2004年新設の七尾市立田鶴浜小学校〈当時：田鶴浜町立〉へ統合）[35]
- 田鶴浜町立金ヶ崎小学校（同上）[35]
- 田鶴浜町立相馬小学校（同上）[35]

## 小松市
- 小松市立小野小学校（1959年新設の小松市立国府小学校へ統合）[36]
- 小松市立上八里小学校（同上）[36]
- 小松市立鵜川小学校（同上）[36]
- 小松市立八幡小学校（1959年新設の小松市立第一小学校へ統合）[37]
- 小松市立上小松小学校（同上）[37]
- 小松市立能美小学校〈旧〉（1959年第一小へ統合、1976年再独立）[37]
- 小松市立新丸小学校小原分校（1959年閉校）
- 小松市立松岡小学校三ッ谷分校（1964年閉校）
- 小松市立松岡小学校（1966年西尾小〈初代〉へ統合）
- 小松市立新保小学校（1966年新丸小へ統合）
- 小松市立新保小学校新保出分校（同上）
- 小松市立新保小学校須納谷分校（新丸小須納谷分校となり、1968年閉校）
- 小松市立新丸小学校（1969年尾小屋小新丸分校となり、1972年閉校）
- 小松市立中海小学校〈旧〉（1970年新制の小松市立中海小学校へ統合）[38]
- 小松市立原小学校（同上）[38]
- 小松市立西尾小学校〈初代〉（1972年新制の西尾小〈2代目〉へ統合）[39]
- 小松市立西俣小学校（同上）[39]
- 小松市立尾小屋小学校（同上）[39]
- 小松市立波佐谷小学校赤瀬分校（1973年休校、1995年閉校）[40]
- 小松市立大杉小学校（1980年波佐谷小へ統合）[40]
- 小松市立中海小学校中の峠分校（1995年閉校）[38]
- 小松市立那谷小学校滝が原分校（2011年閉校）[41]
- 小松市立西尾小学校〈2代目〉（2018年新設の松東みどり学園小学部へ統合）[42]
- 小松市立金野小学校（同上）[42]
- 小松市立波佐谷小学校（同上）[42]
- 小松市立松東みどり学園小学部（2021年松東みどり学園中学部と統合し小松市立松東みどり学園義務教育学校へ）[43]

金野村（1956年廃止）
- 金野村立金平小学校（1955年新設の金野小へ統合）[44]
- 金野村立大野小学校（同上）[44]

## 輪島市
- 輪島市立大川小学校（1967年新設の大倉小へ統合）[45]
- 輪島市立岩倉小学校（同上）[45]
- 輪島市立鵠巣小学校久手川分教場（1968年閉校）[46]
- 輪島市立南志見小学校〈初代〉（1971年新制の南志見小〈2代目〉へ統合）[47]
- 輪島市立名舟小学校（同上）[47]
- 輪島市立東印内小学校（同上）[47]
- 輪島市立光浦小学校（1971年輪島市立鳳至小学校光浦教場となり、1973年1月閉校）[48]
- 輪島市立三井小学校〈旧〉（1979年新制の輪島市立三井小学校へ統合）[49]
- 輪島市立三井小学校内屋分校（同上）[49]
- 輪島市立洲衛小学校（同上）[49]
- 輪島市立仁行小学校（同上）[49]
- 輪島市立仁行小学校与呂見分校（同上）[49]
- 輪島市立熊野小学校（1982年輪島市立河原田小学校へ統合）[50]
- 輪島市立東山小学校（1983年南志見小へ統合）[47]
- 輪島市立西保小学校〈初代〉（1992年新制の西保小〈2代目〉へ統合）[51]
- 輪島市立下山小学校（同上）[51]
- 輪島市立西二又小学校（同上）[51]
- 輪島市立町野小学校〈旧〉（1997年新制の輪島市立町野小学校へ統合）[52]
- 輪島市立大倉小学校（同上）[52]
- 輪島市立金蔵小学校（同上）[52]
- 輪島市立寺山小学校（同上）[52]
- 輪島市立東小学校（同上）[52]
- 輪島市立滝又小学校（1999年輪島市立大屋小学校へ統合）[53]
- 輪島市立深見小学校（2000年輪島市立鵠巣小学校へ統合）[46]
- 輪島市立二俣小学校（2006年大屋小へ統合）[53]
- 輪島市立七浦小学校（2006年新設の輪島市立門前東小学校へ統合）[54]
- 輪島市立本郷小学校（同上）[54]
- 輪島市立櫛比小学校（同上）[54]
- 輪島市立松風台小学校（2006年新設の輪島市立門前西小学校へ統合）[55]
- 輪島市立仁岸小学校（同上）[55]
- 輪島市立西保小学校〈2代目〉（2013年[56]輪島市立河井小学校へ統合）[57][注釈 2]
- 輪島市立南志見小学校〈2代目〉（2019年町野小へ統合）[59]

門前町（2006年廃止）
- 門前町立内保小学校（1971年新設の本郷小へ統合）
- 門前町立別所小学校（同上）
- 門前町立小山小学校（1975年新設の阿岸小へ統合）
- 門前町立南小学校（同上）
- 門前町立馬渡小学校（1979年新設の仁岸小へ統合）
- 門前町立剱地小学校（同上）
- 門前町立黒島小学校（1983年新設の松風台小へ統合）
- 門前町立諸岡小学校（同上）
- 門前町立阿岸小学校（1995年[60]松風台小へ統合）
- 門前町立浦上小学校（1998年櫛比小へ統合）

## 珠洲市
- 珠洲市立鵜飼小学校（1961年新設の珠洲市立宝立小学校〈旧〉へ統合）[61]
- 珠洲市立鵜島小学校（同上）[61]
- 珠洲市立柏原小学校（同上）[61]
- 珠洲市立清水小学校真浦分校（1970年閉校）[62]
- 珠洲市立高屋小学校（1971年新設の珠洲市立西部小学校へ統合）[63]
- 珠洲市立馬緤小学校（同上）[63]
- 珠洲市立大谷小学校（同上）[63]
- 珠洲市立清水小学校（1972年西部小へ統合）[63]
- 珠洲市立東若山小学校（1981年新設の珠洲市立若山小学校へ統合）[64]
- 珠洲市立大坊小学校（同上）[64]
- 珠洲市立狼煙小学校（1981年新設の珠洲市立日置小学校へ統合）[62]
- 珠洲市立折戸小学校（同上）[62]
- 珠洲市立東山中小学校（同上）[62]
- 珠洲市立飯塚小学校（1982年珠洲市立正院小学校へ統合）[62]
- 珠洲市立小屋小学校（1982年宝立小へ統合）[62]第
- 珠洲市立宝立小学校泥ノ木分校（1982年小屋小泥ノ木分校から移行、2005年閉校）[62]
- 珠洲市立馬渡小学校（1995年宝立小へ統合）[61]
- 珠洲市立粟津小学校（2004年新設の珠洲市立みさき小学校へ統合）[65]
- 珠洲市立本小学校（同上）[65]
- 珠洲市立小泊小学校（同上）[65]
- 珠洲市立日置小学校（2005年珠洲市立直小学校へ統合）[66]
- 珠洲市立上黒丸小学校（2006年若山小へ統合）[64]
- 珠洲市立宝立小学校（2012年新設の珠洲市立宝立小中学校へ統合）[61]
- 珠洲市立西部小学校（2016年珠洲市立大谷中学校と統合し珠洲市立大谷小中学校へ）[67]

## 加賀市
- 加賀市立篠原東小学校（1958年新設の加賀市立湖北小学校へ統合）[68]
- 加賀市立柴山小学校（同上）[68]
- 加賀市立小塩辻小学校（1958年9月1日新設の加賀市立金明小学校へ統合）[69]
- 加賀市立篠原小学校（同上）[69]
- 加賀市立塩津小学校（同上）[69]
- 加賀市立橋立小学校高尾分教場（1965年閉校）[70]
- 加賀市立塩屋小学校（1967年新設の加賀市立緑丘小学校へ統合）[71]
- 加賀市立瀬越小学校（同上）[71]
- 加賀市立菅谷小学校（2015年加賀市立山中小学校へ統合）[72]
- 加賀市立山中小学校ひばりヶ丘分校（2016年閉校）[72]
- 加賀市立黒崎小学校（2017年加賀市立橋立小学校へ統合）[70]
- 加賀市立緑丘小学校（2019年加賀市立錦城小学校へ統合）[73]
- 加賀市立三木小学校（2022年錦城小へ統合）[74]
- 加賀市立橋立小学校（2025年橋立中と統合のうえ義務教育学校の加賀市立橋立海青学園へ）[75]

山中町（2005年廃止）
- 山中町立我谷小学校（1962年菅谷小我谷教場となり、1966年閉校）[76]
- 山中町立荒谷小学校大土分校（1965年閉校）[77]
- 山中町立菅谷小学校風谷分校（1972年休校、1991年11月閉校）[76]
- 山中町立荒谷小学校（1972年山中小へ統合）[72]
- 山中町立九谷小学校（同上）[72]
- 山中町立片谷小学校（同上）[72]
- 山中町立大内小学校（同上）[72]
- 山中町立九谷小学校真砂分校（同上）[注釈 3]
- 山中町立荒谷小学校杉水分校（同上）[注釈 4]

## 羽咋市
- 羽咋市立飯山小学校（2005年新設の羽咋市立邑知小学校へ統合）[78]
- 羽咋市立神子原小学校（同上）[78]
- 羽咋市立富永小学校（2006年新設の羽咋市立瑞穂小学校へ統合）[79]
- 羽咋市立越路野小学校（同上）[79]
- 羽咋市立鹿島路小学校（同上）[79]
- 羽咋市立余喜小学校（2023年邑知小へ統合）[80]

## かほく市
高松町（2004年廃止）
- 高松町立高松小学校若緑分校（1984年閉校）[81]

宇ノ気町（2004年廃止）
- 宇ノ気町立山田小学校（1966年かほく市立宇ノ気小学校〈当時：宇ノ気町立〉へ統合）[82]
- 宇ノ気町立指江小学校（同上）[82]

## 白山市
- 白山市立吉野谷小中学校（2008年尾口小中・白山市立白峰中学校と統合し白山市立白嶺小中学校へ）[83]
- 白山市立尾口小中学校（2008年吉野谷小中・白峰中と統合し白嶺小へ）[83]

松任市（1970年市制施行、2005年廃止）
- 松任町立中奥小学校（1962年白山市立松任小学校〈当時：松任町立〉へ統合）[84]
- 松任町立郷小学校（同上）[84]
- 松任町立御手洗小学校（1962年新設の松任町立第二小学校〈現：白山市立蕪城小学校〉へ統合）[85]
- 松任町立一木小学校（同上）[85]
- 松任町立出城小学校（同上）[85]
- 松任町立柏野小学校（同上）[85]
- 松任町立山島小学校（1970年新設の松任町立東南小学校〈現：白山市立松南小学校〉へ統合）[86]
- 松任町立林中小学校（同上）[86]
- 松任市立旭小学校（1975年に松任小の一部および蕪城小の一部と統合して白山市立北陽小学校〈当時：松任市立〉へ）[87]
- 松任市立笠間小学校（1977年蕪城小の一部および宮保小と統合し白山市立松陽小学校〈当時：松任市立〉へ）[88]
- 松任市立宮保小学校（1977年蕪城小の一部および笠間小と統合し松陽小へ）[88]

鶴来町（2005年廃止）
- 鶴来町立鶴来小学校（1963年新設の鶴来町立南小学校〈現：白山市立朝日小学校〉へ統合）[89]
- 鶴来町立一の宮小学校（同上）[89]
- 鶴来町立蔵山小学校（1963年新設の鶴来町立北小学校〈現：白山市立明光小学校〉へ統合）[90]
- 鶴来町立林小学校（同上）[90]
- 鶴来町立舘畑小学校（同上）[90]

河内村（2005年廃止）
- 河内村立江津小中学校（1971年新設の河内村立河内小中学校〈現：白山市立河内小学校〉へ統合）[91]
- 河内村立久保小中学校（同上）[91]
- 河内村立内尾小中学校（1972年河内小中内尾分校へ移行、1976年閉校）[91]
- 河内村立久保小学校奥池分校（1973年閉校）

吉野谷村（2005年廃止）
- 吉野谷村立吉野小学校（1968年新設の吉野谷小中へ統合）
- 吉野谷村立市原小学校（同上）
- 吉野谷村立中宮小学校（同上）
- 吉野谷村立市原小学校木滑新冬季分校（1968年閉校）
- 吉野谷村立市原小学校瀬波冬季分校（1968年閉校）
- 吉野谷村立吉野谷小学校鈴原夏季分校（1952年7月10日に中宮小学校鈴原夏季分校として開校、1971年廃校）
- 吉野谷村立吉野谷小学校中宮温泉夏季分校（1950年5月1日に中宮小学校中宮温泉夏季分校として開校、1979年廃校）
- 吉野谷村立吉野谷小学校中宮冬季分校（1983年閉校）

鳥越村（2005年廃止）
- 鳥越村立河合小学校（1955年上野小と統合し河野小へ）[92]
- 鳥越村立上野小学校（1955年河合小と統合し河野小へ）[92]
- 鳥越村立鳥越小学校柳原分校（1965年閉校）[93]
- 鳥越村立鳥越小学校〈旧〉（1976年新設の白山市立鳥越小学校〈当時：鳥越村立〉へ統合）[92]
- 鳥越村立河野小学校（同上）[92]
- 鳥越村立吉原小学校（同上）[92]
- 鳥越村立阿手小学校（1971年鳥越小阿手分校へ移行、1983年閉校）[92]

尾口村（2005年廃止）
- 尾口村立女原小学校瀬戸野冬季分校（1952年閉校）
- 尾口村立深瀬小学校五味島冬季分校（1963年閉校）
- 尾口村立深瀬小学校鴇ヶ谷冬季分校（1967年閉校）
- 尾口村立深瀬小学校釜谷冬季分校（1968年閉校）
- 尾口村立女原小学校瀬戸分校（1968年閉校）
- 尾口村立女原小学校（1970年新設の尾口小中へ統合）
- 尾口村立深瀬小学校（同上）
- 尾口村立尾添小学校（同上）
- 尾口村立女原小学校東二口冬季分校（同上）
- 尾口村立尾添小学校東荒谷冬季分校（同上）

白峰村（2005年廃止）
- 白峰村立桑島小学校赤谷巡回授業所（1957年閉校）[94]
- 白峰村立白峰小学校明谷巡回授業所（1966年閉校）[94]
- 白峰村立白峰小学校河内谷巡回授業所（1966年閉校）[94]
- 白峰村立白峰小学校赤岩巡回授業所（1970年休校、1972年閉校）[94]
- 白峰村立白峰小学校〈旧〉（1975年桑島小と統合し白山市立白峰小学校〈当時：白峰村立〉へ）[94]
- 白峰村立桑島小学校（1975年白峰小〈旧〉と統合し白峰小〈新〉へ）[94]
- 白峰村立桑島小学校下田原巡回授業所（1975年閉校）[94]
- 白峰村立白峰小学校大道谷巡回授業所（1977年閉校）[94]

## 能美市
寺井町（2005年廃止）
- 寺井町立吉田小学校（1957年能美市立粟生小学校〈当時：寺井町立〉へ統合）[95]

辰口町（2005年廃止）
- 辰口町立辰口小学校（1966年新設の辰口町立中央小学校〈現：能美市立辰口中央小学校〉へ統合）[96]
- 辰口町立久常小学校（同上）[96]

## 野々市市
- 野々市町立野々市小学校〈旧〉（1961年富奥小と統合し野々市市立野々市小学校〈当時：野々市町立〉へ）[97]
- 野々市町立富奥小学校（1961年野々市小〈旧〉と統合し野々市小〈新〉へ）[97]

## 河北郡

### 津幡町
- 津幡町立刈安小学校倶利伽羅冬期分校[98]（1980年閉校）
- 津幡町立笠野小学校〈旧〉（1981年吉倉小と統合し津幡町立笠野小学校〈新〉へ）[99]
- 津幡町立吉倉小学校（1981年笠野小〈旧〉と統合し笠野小〈新〉へ）[99]
- 津幡町立別所小学校（1986年相窪小と統合し津幡町立萩野台小学校へ）[100]
- 津幡町立相窪小学校（1986年別所小と統合し萩野台小へ）[100]
- 津幡町立種小学校（1989年能瀬小と統合し津幡町立英田小学校へ）[101]
- 津幡町立能瀬小学校（1989年種小と統合し英田小へ）[101]
- 津幡町立河合谷小学校（2008年[102]）

## 羽咋郡

### 志賀町
- 志賀町立高浜小学校（2016年新設の志賀町立志賀小学校へ統合）[103]
- 志賀町立堀松小学校（同上）[103]
- 志賀町立土田小学校（同上）[103]
- 志賀町立志加浦小学校（同上）[103]
- 志賀町立加茂小学校（同上）[103]
- 志賀町立上熊野小学校（同上）[103]
- 志賀町立下甘田小学校（同上）[103]

志賀町〈旧〉（2005年廃止）
- 志賀町立志加浦小学校赤住分校（1965年閉校）[104]

富来町（2005年廃止）
- 富来町立稗造小学校（2004年増穂小へ統合）[105]
- 富来町立熊野小学校（同上）[105]
- 富来町立富来小学校〈旧〉（2005年新制の志賀町立富来小学校〈当時：富来町立〉へ統合）[105]
- 富来町立増穂小学校（同上）[105]
- 富来町立福浦小学校（同上）[105]
- 富来町立西海小学校（同上）[105]
- 富来町立西浦小学校（同上）[105]

### 宝達志水町
志雄町（2005年廃止）
- 志雄町立北志雄小学校見砂分校（1964年閉校）[106]
- 志雄町立志雄小学校〈旧〉（1972年6月1日統合により宝達志水町立志雄小学校〈当時：志雄町立〉志雄教場となり、1974年完全統合）[107]
- 志雄町立北志雄小学校（1972年6月1日志雄小北志雄教場となり、1974年完全統合）[107]
- 志雄町立散田小学校（1972年6月1日志雄小散田教場となり、1974年完全統合）[107]
- 志雄町立南邑知小学校（1972年6月1日志雄小南邑知教場となり、1974年完全統合）[107]
- 志雄町立針山小学校（1972年6月1日志雄小針山教場となり、1974年完全統合）[107]

押水町（2005年廃止）
- 押水町立北荘小学校野田分校（1958年閉校）[108]
- 押水町立紺屋町小学校（1965年新設の宝達志水町立押水第一小学校〈当時：押水町立〉へ統合）[109]
- 押水町立北川尻小学校（同上）[109]
- 押水町立柏崎小学校（1967年新設の宝達志水町立相見小学校〈当時：押水町立〉へ統合）[110]
- 押水町立末森小学校（同上）[110]
- 押水町立中荘小学校（1967年9月1日新設の宝達志水町立宝達小学校〈当時：押水町立〉へ統合）[111]
- 押水町立北荘小学校（同上）[111]

## 鹿島郡（中能登町）
- 中能登町立能登部小学校（2005年新設の中能登町立鹿西小学校へ統合）[112]
- 中能登町立金丸小学校（同上）[112]
- 中能登町立久江小学校（2009年休校、2015年新設の中能登町立鹿島小学校へ統合）[113]
- 中能登町立御祖小学校（2015年鹿島小へ統合）[113]
- 中能登町立滝尾小学校（同上）[113]
- 中能登町立越路小学校（同上）[113]

鳥屋町（2005年廃止）
- 鳥屋町立鳥屋小学校瀬戸教場（1973年に鳥屋町立鳥屋小学校瀬戸分校から改称、1975年閉校）

鹿島町（2005年廃止）
- 鹿島町立越路小学校石動山分校（1973年休校、2015年本校が閉校）
- 鹿島町立越路小学校在江分校（1982年休校、2015年本校が閉校）

鹿西町（2005年廃止）
- 鹿西町立能登部小学校後山分校（1990年閉校）

## 鳳珠郡

### 穴水町
- 穴水町立曽山小学校（1949年住吉小から独立、1965年松丘小へ統合）
- 穴水町立兜小学校山中分校（1965年松丘小へ統合）
- 穴水町立穴水小学校小又分校（1968年閉校）
- 穴水町立宇留地小学校（1970年穴水町立穴水小学校へ統合）[114]
- 穴水町立根木小学校（同上）[114]
- 穴水町立下唐川小学校（同上）[114]
- 穴水町立木原小学校（1948年住吉小から独立、1992年統合）
- 穴水町立伊久留小学校（1992年住吉小へ統合）
- 穴水町立上中小学校（1995年穴水小へ統合）[114]
- 穴水町立松丘小学校（1998年住吉小へ統合）
- 穴水町立兜小学校（2008年新設の穴水町立向洋小学校へ統合）[115]
- 穴水町立諸橋小学校（同上）[115]
- 穴水町立住吉小学校（同上）[115]
- 穴水町立鹿波小学校（1947年兜小から独立、2008年向洋小へ統合）[115]
- 穴水町立岩車小学校（1947年住吉小から独立、2008年閉校）

### 能登町
- 能登町立白丸小学校（2005年能登町立松波小学校へ統合）[116]
- 能登町立三波小学校（2006年能登町立鵜川小学校へ統合）[117]
- 能登町立瑞穂小学校（同上）[117]
- 能登町立神野小学校（2007年能登町立宇出津小学校へ統合）[118]
- 能登町立真脇小学校（2012年宇出津小へ統合）[119]

能都町（2005年廃止）
- 能都町立真脇小学校羽根分校（1957年閉校）[120]

柳田村（2005年廃止）
- 柳田村立北河内小学校（2001年柳田小〈旧〉へ統合）[121]
- 柳田村立柳田小学校〈旧〉（2002年新制の能登町立柳田小学校〈当時：柳田村立〉へ統合）[121]
- 柳田村立当目小学校（同上）[121]
- 柳田村立黒川小学校（同上）[121]
- 柳田村立小間生小学校（同上）[121]
- 柳田村立中斉小学校（同上）[121]
- 柳田村立上町小学校（同上）[121]
- 柳田村立合鹿小学校（同上）[121]

内浦町（2005年廃止）
- 内浦町立松波小学校〈旧〉（1969年新制の松波小へ統合）[116]
- 内浦町立不動寺小学校（同上）[116]
- 内浦町立秋吉小学校（同上）[116]